# Carl Gottlieb Reinhardt
Carl Gottlieb Reinhardt (* um 1785 in Halberstadt; † um 1850 in Berlin) war ein deutscher Modelleur, Pastenmacher, Medailleur und Hofbau-Depot-Verwalter in Berlin.

## Leben
Carl Gottlieb Reinhardt war schon einige Jahre durch seine Glasarbeiten, Glaspasten und Abdrücke von Kameen bekannt, als diese solchen Beifall fanden, dass er im Jahre 1825 zum Mitglied der Akademie der Künste in Berlin ernannt wurde.
Ende 1824 machte Johann Wolfgang von Goethe Bekanntschaft mit den Abgüssen des Berliner Glaspastenmachers Carl Gottlieb Reinhardt nach der Gemmensammlung des Barons Philipp von Stosch. 1824, 1825 und 1827 erhielt Goethe eine Reihe von Pastensendungen aus Berlin.
Nach dem 1821 erhaltenen Auftrag des königlich preußischen Staatsministers Freiherr vom Stein gab Carl Gottlieb Reinhardt 1826 eine Abgusssammlung der Sammlung Stosch heraus, die erstmals eine Anschauung aller von Johann Joachim Winckelmann beschriebenen Gemmen vermittelte. Die 3.442 nach der winckelmannschen Beschreibung geordneten Gipsabgüsse kosteten 230 Taler preußisch courant, wozu 13 Taler für die Mahagoni-Etuis kamen. Goethe erwarb durch Vermittlung von Alfred Nicolovius eine derartige Sammlung von Reinhardt für 150 Taler.
Das dem Goethe-Aufsatz Verzeichnis der geschnittenen Steine in dem Königlichen Museum der Alterthümer zu Berlin. 1827. beigefügte Schema zeigt, dass Goethe sich lebhaft für Reinhardts Tätigkeit interessierte und an eine ausführliche Darstellung (die Geschichte des Künstlers Reinhardt, … die Sammlung im Einzelnen sorgfältig durchzugehen …) dachte.
Einen Siegelring in Gold mit dem reinhardtschen Kopf Goethes nach Rauch setzte die Berliner Literarische Mittwochgesellschaft 1826 als Preis eines Wettbewerbes zu Goethes Geburtstag aus. Auch die Goethe-Medaille von Antoine Bovy schnitt Reinhardt in Glas.
Auf den Berliner Akademieausstellungen 1826, 1828, 1830, 1832, 1834 und 1846 war Carl Gottlieb Reinhardt mit Exponaten präsent, so mit Lichtschirmen mit Bildnissen aus der königlichen Familie oder mit Gelehrten und Dichtern und antiken und modernen Glaspasten und Gemmenabdrücken.
Carl Gottlieb Reinhardt war ab 1841 pensioniert und 1850 zuletzt in Berlin nachgewiesen.
Er war verheiratet mit Marie Sophie Reinhardt geb. Ehrendreich. Bislang ist bekannt, dass das Paar zwei Töchter und zwei Söhne hatte: Friederike Louise (* 1815), Johann Adolph (* 1818), Friedrich Wilhelm (* 1821) und Marie Sophie (* 1824).